# Трагилос
Трагилос (грч. Τράγιλος) је насељено место у општини Висалтија у периферији Средишња Македонија, Грчка. Према попису из 2021. године било је 417 становника.
Трагилос је 1913. године имао 100 житеља Черкеза. Током Првог светског рата село је настрадало а становништво је избегло. Године 1924. насељена је 71 грчка избегличка породица, којих је на попису из 1928. године било 300. Село се раније звало Черкезкој.